# Гаспарян, Гегам Рафикович
Гега́м Ра́фикович Гаспаря́н (арм. Գեղամ Ռաֆիկի Գասպարյան, 8 декабря 1961, Севан) — армянский инженер-технолог, механик, государственный и политический деятель.
- 1984 — окончил Ереванский политехнический институт. Инженер-механик.
- 1984—1985 — инженер-технолог на Севанском заводе станков.
- 1985—1992 — инструктор райисполкома Севанского райсовета.
- 1992—1995 — директор предприятия «Парос».
- 1995—1999 — начальник территориального филиала ГО «Севан».
- 1999—2003 — был депутатом парламента. Член постоянной комиссии по внешним сношениям. Член партии «Оринац Еркир».
- С 2003 — заместитель председателя Контрольной палаты парламента Республики Армения.